# Włocin-Wieś
Włocin-Wieś [pronunciación en polaco: /ˈvwɔt͡ɕin ˈvjɛɕ/] es un pueblo ubicado en el distrito administrativo de Gmina Błaszki, dentro del Distrito de Sieradz, Voivodato de Łódź , en Polonia central. Se encuentra aproximadamente a 8 kilómetros al sur de Błaszki, a 24 kilómetros al oeste de Sieradz, y a 76 kilómetros al oeste de la capital regional Łódź.